# Torsten Hylander
Torsten Hylander, född 1944, är en svensk konstnär som arbetar med collage, måleri, grafik och skulptur. Han är son till skådespelaren och konstnären Einar Hylander, bror till konstnären Bo Hylander och far till Anna Hylander och Erik Hylander.
Hylander finns representerad bland annat vid Malmö museum, Statens konstråd, Statens Kulturråd, Moderna museet , Kristianstad länsmuseum, Kalmar konstmuseum, Ystads konstmuseum samt hos ett flertal kommuner och landsting.

### Fotnoter
1. ↑  ”Kalmar konstmuseum”. Arkiverad från originalet den 2 december 2017. https://web.archive.org/web/20171202203214/http://konstdatabas.designarkivet.se/index.php/Detail/Object/Show/object_id/2437. Läst 2 december 2017.
2. ↑  ”Utställningar.”. https://artworks-app-user-assets.s3-eu-west-1.amazonaws.com/uploads/pdf/6076d1f02cc99e0f2baed69f/6076d71e2cc99e0f2baf8e31-Torsten%20hylander%20CV.pdf.